# Der Kampf um den Südpol
Der Kampf um den Südpol ist ein 1976 erschienenes Lied der Band Stern-Combo Meißen. Es handelt von dem Wettlauf der Forscher Roald Amundsen und Robert Scott zum Südpol. Den Text schrieb Kurt Demmler, als Komponisten sind alle Bandmitglieder angegeben. Das Stück ist dem Artrock zuzurechnen.

## Geschichte
1976 entstand eine Rundfunkproduktion des Songs mit dem Produzenten Walter Cikan. Sie wurde von Martin Schreier (Schlagzeug), Bernd Fiedler (E-Bass), Norbert Jäger (Perkussion), Thomas Kurzhals (Keyboard), Reinhard Fißler (Gesang) und Lothar Kramer (Keyboard) aufgenommen. Der Kampf um den Südpol erreichte erste Plätze in Wertungssendungen und Platz 15 in der DDR-Jahreshitparade 1976 und bedeutete den Durchbruch für die Stern-Combo Meißen. Die Produktion wurde jedoch nicht auf Schallplatte veröffentlicht.
Im Jahr 1977 erschien der Titel in einer am 20./21. Mai 1977 in Nünchritz live eingespielten Fassung auf dem Debütalbum Stern-Combo Meißen. Im Konzert in Nünchritz fehlte Kramer, der zum Wehrdienst eingezogen worden war. Für ihn spielte Peter Werneburg.
Das Lied erschien nach der Wende auf zahlreichen Kompilationen.

## Beschreibung
Die Rundfunkversion des Songs dauert 7:00 Minuten, die Albumversion rund achteinhalb Minuten. Der Text behandelt Robert Scotts vergeblichen Versuch, als Erster den Südpol zu erreichen, und warnt vor Ruhmsucht. Die Idee zum Text stammte von der Band, die auch Stefan Zweigs gleichnamiges Kapitel in Sternstunden der Menschheit mit einer Beschreibung des Wettrennens gelesen hatte. Kurt Demmler, bekannter Textdichter der DDR, setzte die Idee um. Für die Komposition war die gesamte Band verantwortlich. Lothar Kramer schrieb die Harmonien, Martin Schreier die Basslinien, Reinhard Fißler verfasste die Gesangsstimme und Thomas Kurzhals war für die Windgeräusche zuständig, die zu Beginn des Liedes zu hören sind. Zum Klang eines Rauschgenerators schüttelte Norbert Jäger ein Aluminiumblech, an dem ein kleines Mikrophon befestigt war. Dessen Aufnahme wurde über einen Phaser geleitet.
Das Stück ist durch die Motown-Musik und die Musik von Emerson, Lake & Palmer inspiriert. Das Prinzip der Motown-Musik mit einigen wenigen, immer wiederkehrenden Elementen wird hier angewendet: mit einer Bassfigur, die auch in Papa Was a Rolling Stone von den Temptations vorkommt, einem Schlagzeug-Rhythmus, der E-Gitarre mit Wah-Wah-Effekt und einem violinenartigen Synthesizer-Motiv.
Das Stück beginnt in c-Moll und hat Rückungen nach Des-Dur. Ein Refrain fehlt. Am Anfang und am Schluss werden einige Strophen gesungen, die die Moral des Textes beinhalten.

## Rezeption
Die LP verkaufte sich mehrere 100.000 Mal.

## Ausgaben (ohne Kompilationen)
- 1977: Stern-Combo Meißen (Amiga)

## Musikvideo
Der Regisseur Jürgen Steinheisser produzierte zu Der Kampf um den Südpol 1978 im Auftrag der DEFA einen neunminütigen „Disco-Film“, der in den Kinos der DDR gezeigt wurde.